# فيات 124 سبايدر

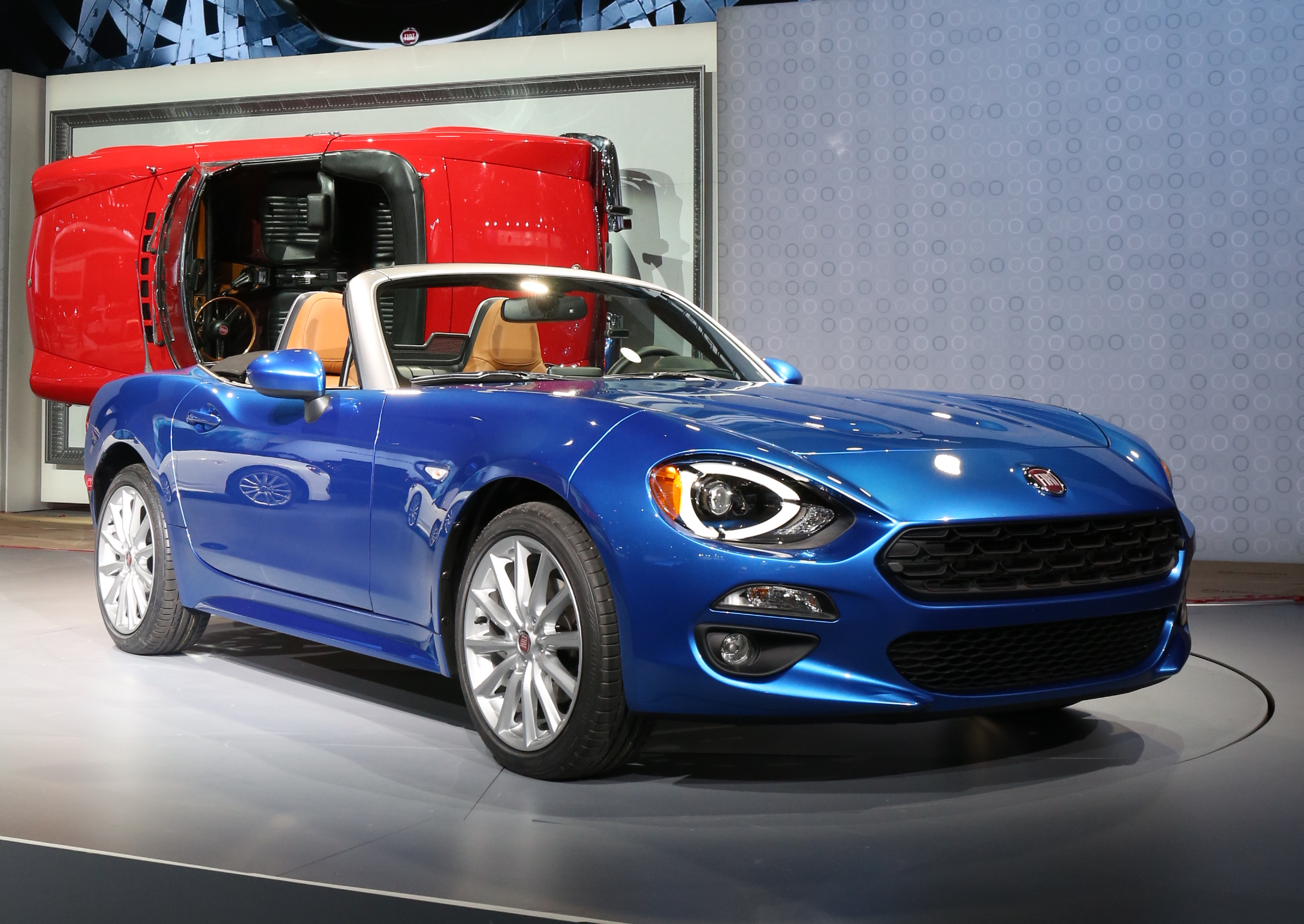
فيات 124 سبايدر - موديل 2016 - عرضت في معرض "لا أوتو شو 2015".

فيات 124 سبايدر أنتجت شركة فيات السيارة المكشوفة سبورت سبايدر منذ عام 1966 وتوقف إنتاجها في عام 1985.

## تاريخها
طراز عام 2016 للسيارة الرياضية فيات 124 سبايدر، عرض في معرض LA Auto Show 2015 خلال شهر نوفمبر
.
ثم تغير تصميمها من عام 1969 حتى صيف عام 1972 في شكل «كوبيه» وزودت بمحركات جديدة. من ضمنها نوع صنع في سبتمبر 1972 بسعة أسطوانة 1756 سنتيمتر مكعب وبقدرة 94 كيلوواط وتحت اسم «أبارت». صنع الغطاء الأمامي والغطاء الخلفي من البلاستيك الأسود، واستبدلت عارضتي التصادم بعارضتي تصادم من الكاوتشوك بدلا من المعدن. وكانتا العجلتان الخلفيتان معلقتين على انفراد بدلا من تحميلهما على محور مزدوج صلد.
زودت فيات 124 سبايدر موديل 1966 بمحرك 4و1 لتر أنتج قدرة 66 كيلوواط (90 حصان ميكانيكي). وتم رفع قدرة المحرك حتى عام 1979 بإنتاج محرك سعة 6و1 لتر وزادت القدرة إلى 81 كيلوواط (= 110 جصان). وانتج منها ابتداءا من عام 1972 سيارات سبايدر ذات سعة محرك 8و1 لتر، مما رفع قدرتها إلى 84 كيلوواط (=114 حصان ميكانيكي)؛ وكانت تعمل على 4 مراحل - وبعضها كان يعمل بـ 5 مراحل وكانت قدرتها 87 كيلوواط (=118 حصان).
ثم جاء إنتاج عام 1978 وزود بمحرك سعة 2 لتر أنتجت 74 كيلوواط (100 حصان) وقدمت إلى الأسواق تحت اسم فيات 2000 سبايدر. كما بيعت سيارة نوع «أبارت» تسمى فيات سبايدر 124 في عام 1972 حتى عام 1974 وكانت ذات محرك سعة 8و1 لتر، ينتج قدرة 94 كيلووات (128 حصان ميكانيكي).

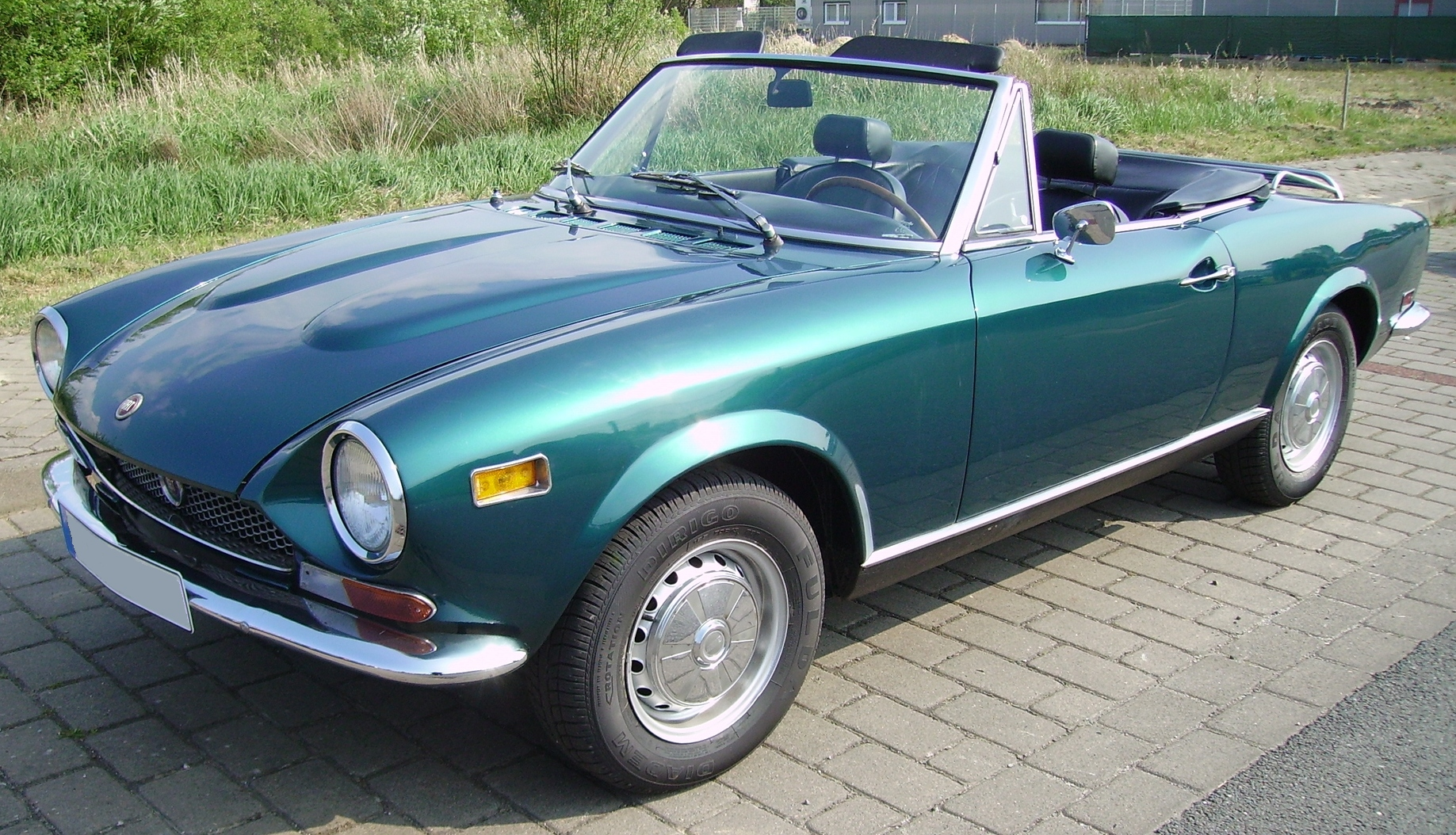
Fiat 124 Sport Spider (1972–1978)
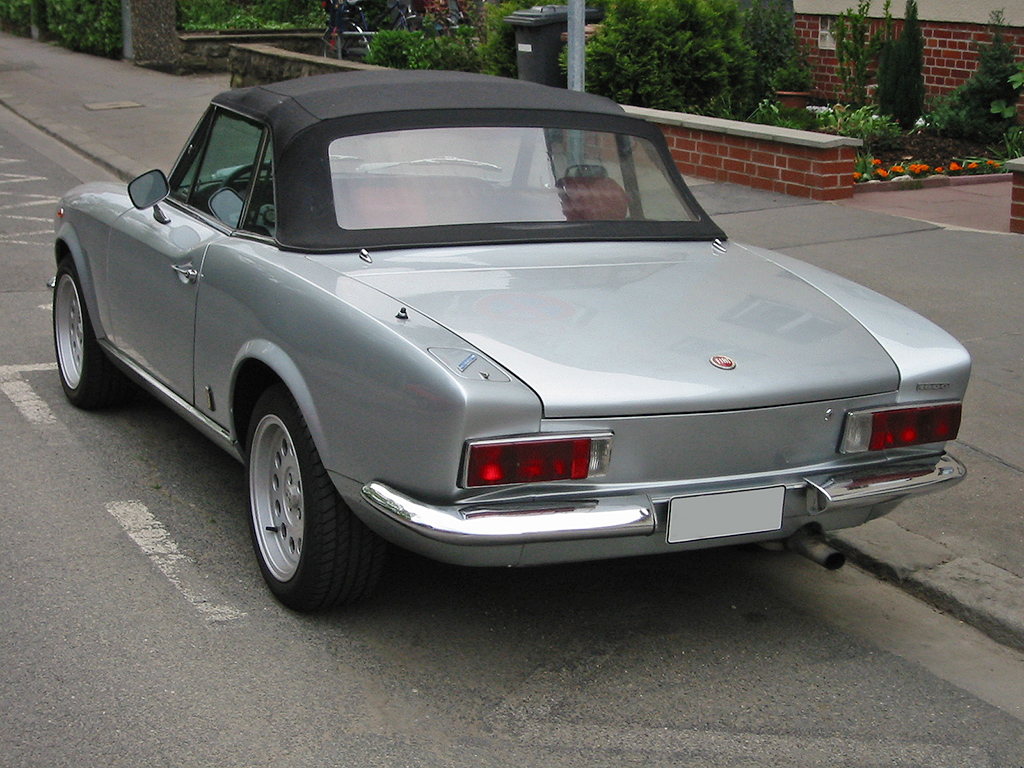
منظر السيارة 124 سبايدر من الخلف
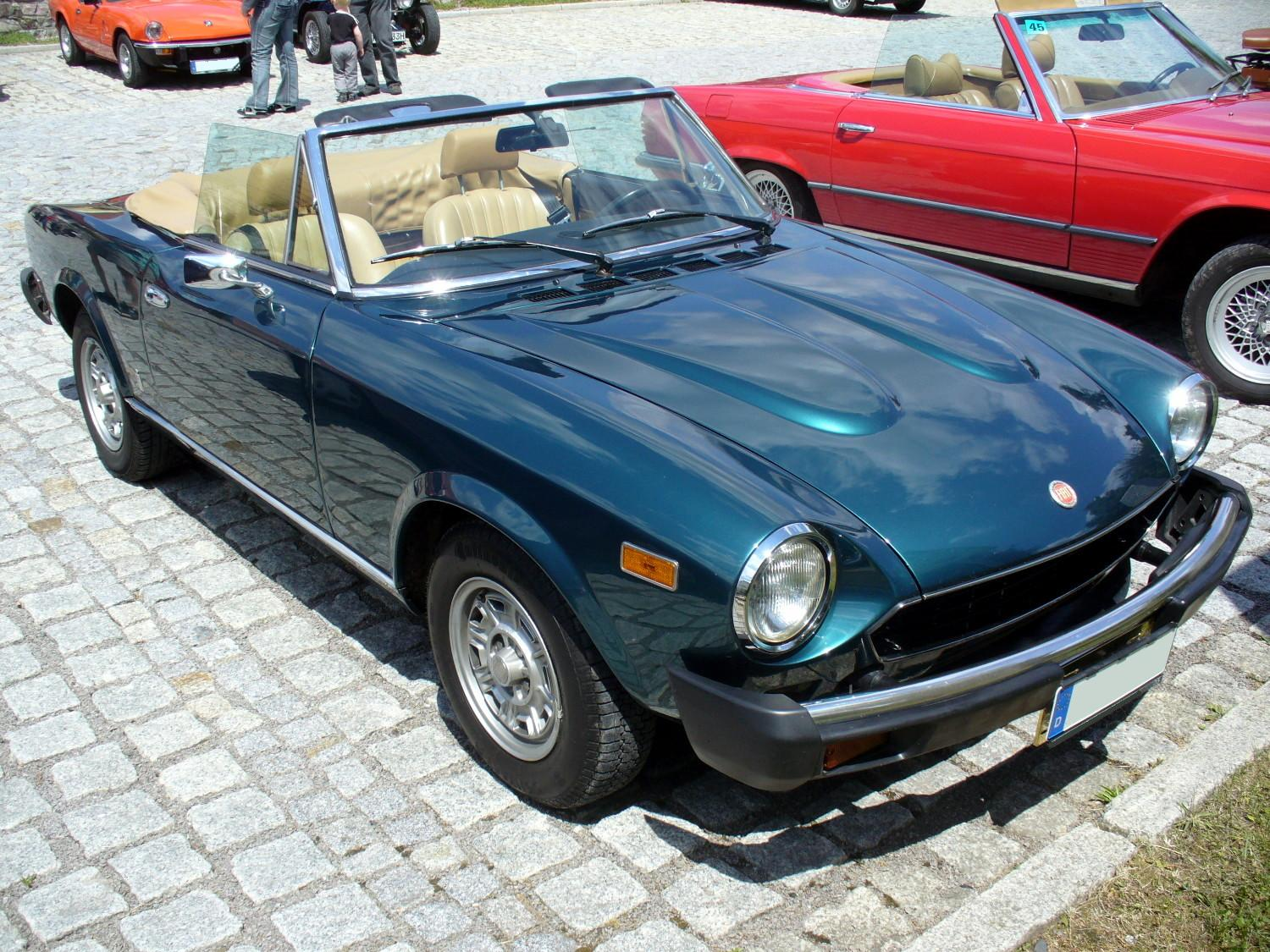
Fiat 2000 Spider (1978–1982)
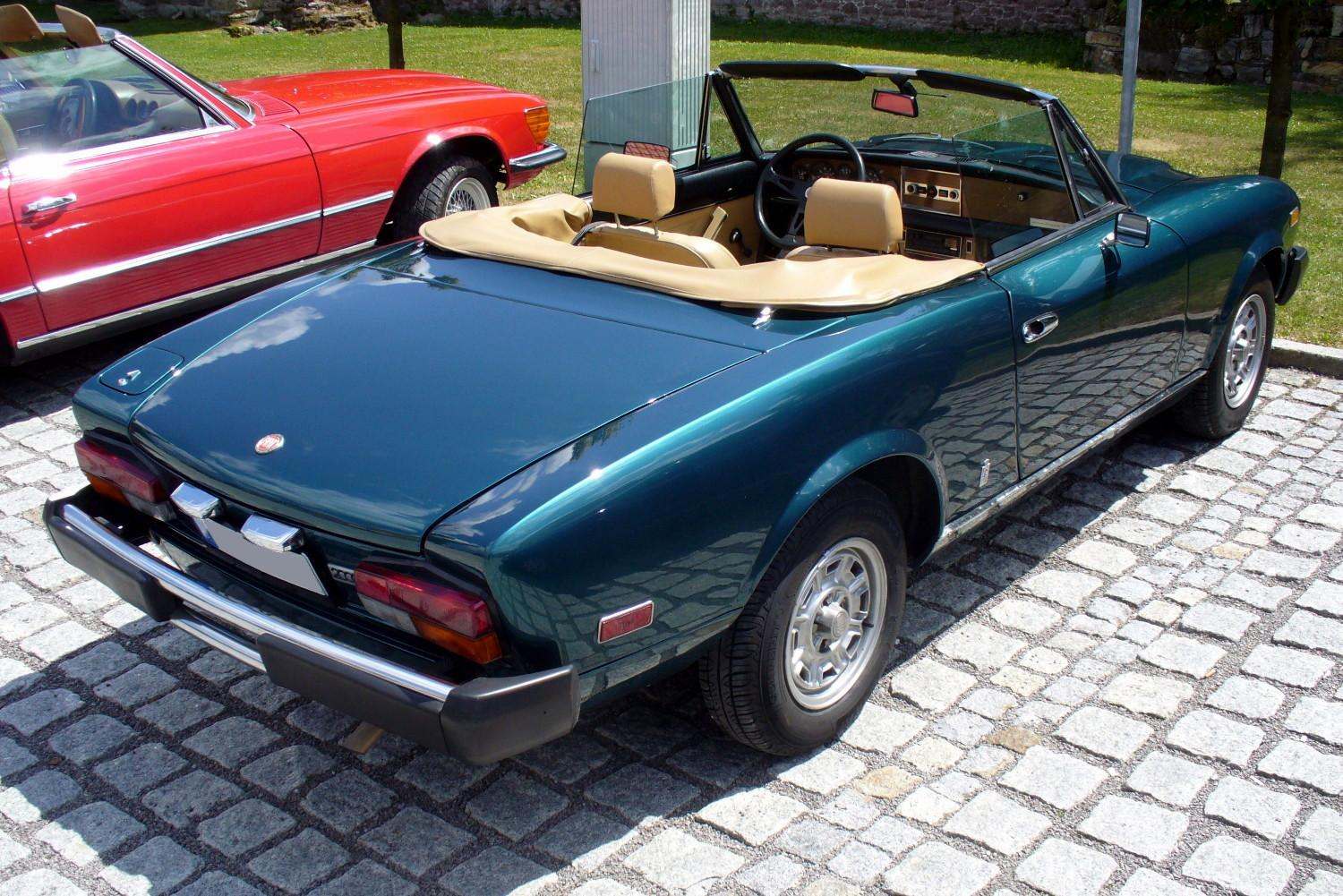
منظر السيارة سبايدر 2000 من الخلف

وانتجت فيات ابتداء من خريف عام 1982 فيات 124 سبايدر حتى 1985 تحت الماركة 124 دي إس، وكانت تسمى «بينينفارينا سبايدر أوروبا» Pininfarina Spidereuropa . تضمن هذا الطراز محرك حقن 0و2 لتر له قدرة 77 كيلوواط (105 حصان)، كما زودت السيارة بمحفز لتنقية العادم (كاتاليزاتور) قبل نهاية صنعها في عام 1985.
في عام 1983 قدم المصنع بيتينفارينا نوع من الأبارت 500 تسمى «سبايدر أوروبا فولوميكس» ذو ضاغط «رووت» Roots Compressor . كانت قدرة السيارة 99 كيلوواط (135 حصان) وسعة محرك 0و2 لتر، وكانت الفولوميكس أشد قوة من منافسها التقليدي «ألفا روميو سبايدر». وبينما ارتفعت أقصى سرعة لفيات 124 سبايدر إلى 175 كيلومتر في الساعة وصلت أقصى سرعة لفولوميكس إلى 190 كيلومتر/الساعة.

## إنتاج عام 2015
توقف إنتاج قسفيات 124 سبايدر بعد 19 عام وإنتاج نحو 200.000 سيارة من هذه الأنواع، وتوقف ايوليو نتاجها في عام 1985 . .

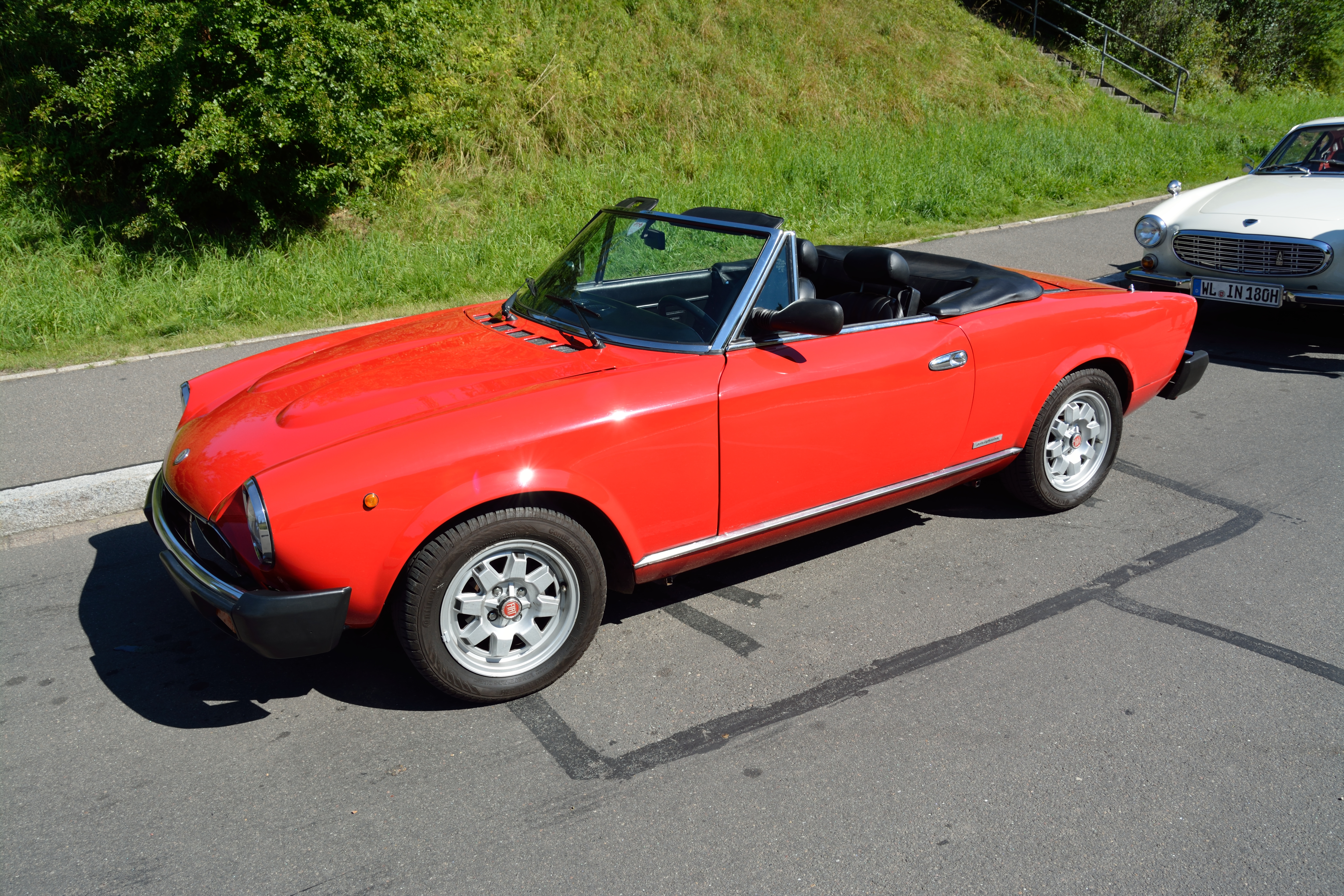
Pininfarina Spidereuropa (1982–1985)
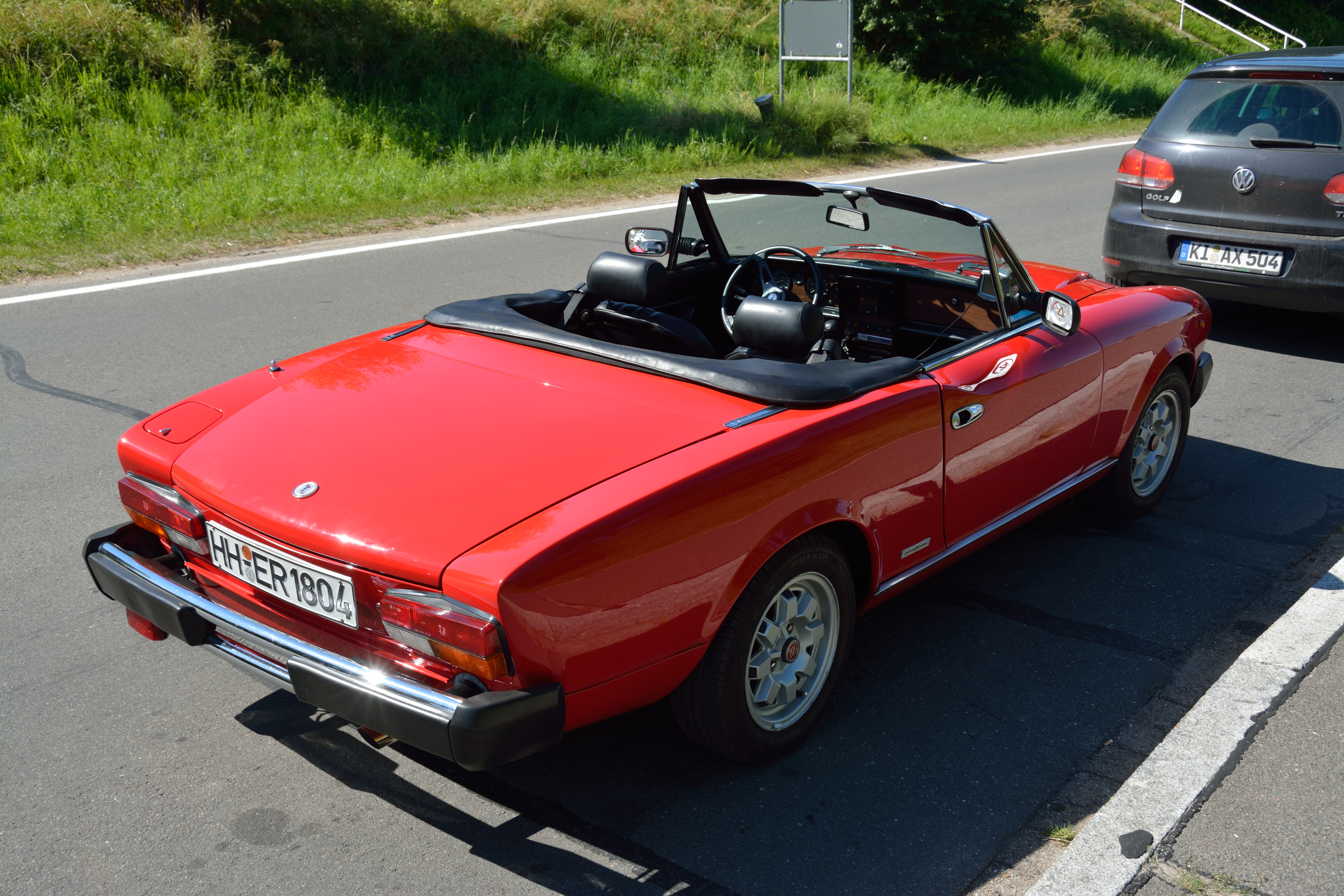
منظر السيارة من الخلف
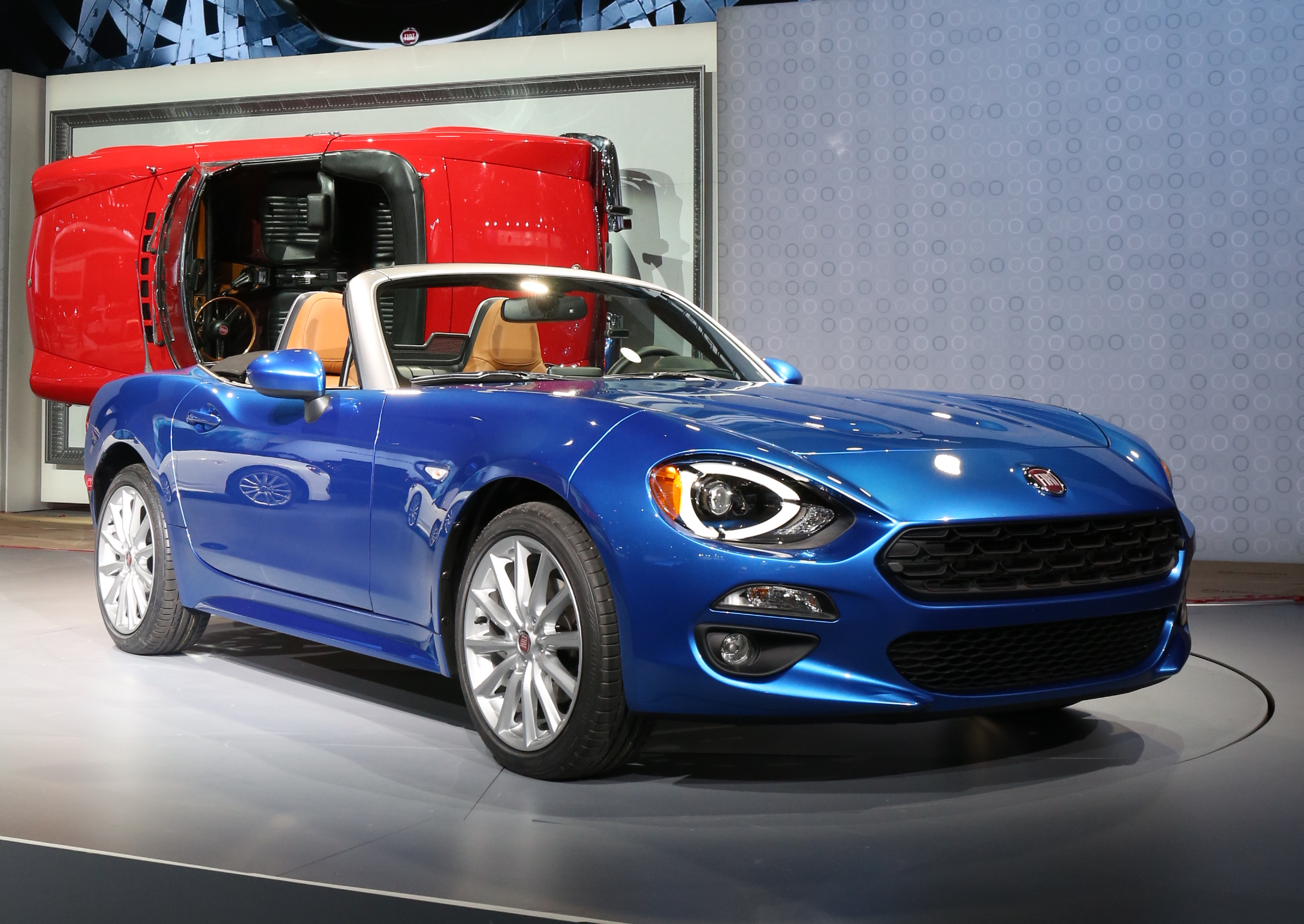
Fiat 124 Spider (بعد عام 2016) عرضت في معرض LA Auto Show 2015

ابتداء من عام 2016 سيعرض الطراز الجديد لفيات 124 سبايدر في الأسواق، بعد أن تم عرضها في معرض «لا أوتو شو» في نوفمبر 2015.

## وصلات خارجية
Fiat-Oldtimer على مشروع الدليل المفتوح
- www.brokendreams.de – Ausführliche Infos zum Fiat 124 Sport Coupé